# Velika Kopanica
Velika Kopanica è un comune della Croazia di 3 570 abitanti della regione di Brod e della Posavina.